# György András Csanády
György András Csanády (geboren am 14. September 1958; gestorben am 15. Juli 2011 in München) war ein ungarischer Chemiker und Toxikologe.

## Leben und Werk
György András Csanády studiert an der Loránd-Eötvös-Universität in Budapest Chemie, wobei er sich auf die Schwerpunkte Biochemie, Pharmazeutische Chemie und Physikalische Chemie konzentrierte. In seiner Dissertation beschäftigte sich Csanády mit der Synthese alkylierender Enkephalinabkömmlinge. Von 1987 bis 1989 arbeitete er als wissenschaftlicher Assistent am Institut für Analytische Chemie, Mikro- und Radiochemie an der Technischen Universität Graz, bevor er 1989 seine Arbeit im Gebiet der Toxikologie am Institut für Arbeitsphysiologie der Technischen Universität Dortmund und 1990 am Chemical Industry Institute of Toxicology in Research Triangle Park in North Carolina begann.
1991 wechselte er an das Institut für Toxikologie am Helmholtz Zentrum München und arbeitete über die Toxikokinetik und den Stoffwechsel von Arbeitsplatz- und Umweltchemikalien. 1997 wurde er an der Technischen Universität München zum Thema „Weiterentwicklung der Inhalationskinetik“ habilitiert und 2003 wurde er hier aufgrund seiner Arbeiten zum außerplanmäßigen Professor berufen. Seine Arbeiten befassten sich bis zu seinem Tod 2011 vor allem mit der Entwicklung physiologisch basierter toxikokinetischer Modelle und der Risikobewertung. Er entwickelte Substanz-spezifische physiologisch-toxikologische Modelle, die u. a. für die Festlegung von Grenzwerten wichtiger Umweltchemikalien Verwendung fanden.
Er war seit 1992 mit Elisabeth Charlotte Wolf-Csanády verheiratet.